# Dortmund WCT
Il Dortmund WCT è stato un torneo di tennis facente parte del World Championship Tennis giocato nel 1982 a Dortmund in Germania su campi in sintetico indoor.

## Albo d'oro

### Singolare
| Anno | Vincitore     | Finalista      | Punteggio               |
| ---- | ------------- | -------------- | ----------------------- |
| 1982 | Brian Teacher | Wojciech Fibak | 6–7, 6–2, 6–4, 2–6, 6–4 |

### Doppio
| Anno | Vincitori               | Finalisti                      | Punteggio     |
| ---- | ----------------------- | ------------------------------ | ------------- |
| 1982 | Pavel Složil Tomáš Šmíd | Mike Cahill Francisco González | 6–2, 6–7, 6–1 |